# Petter Juling
Petter Juling, född 1725, död 1 februari 1802 i Stockholm, var en svensk skulptör och hovbildhuggare.
Juling utbildades till träskulptör i samband med slottsbyggena i Stockholm. Tillsammans med J Barbo utförde han nummertavlorna till Slottskyrkan 1754 och skulpturer till en tronstol ritad av Jean Eric Rehn 1755. Han medverkade vid inredningen med träboaseringar i rådsrummen 1755 och snidade ek dörrarna till norra portalen på Stockholms slott 1756. Han var från 1761 gift med Juliana Gråberg. 